# Lago Schwarzer
El lago Schwarzer (en alemán: Schwarzersee) es un lago situado al norte de la ciudad de Berlín, en el distrito rural de Prignitz Oriental-Ruppin, en el estado de Brandeburgo (Alemania); tiene un área de 30 hectáreas y una profundidad máxima de 12 metros.
Es uno de los lagos que pertenecen al sistema Rheinsberg, situado muy cerca de la ciudad del mismo nombre.